# Championnat d'Allemagne de hockey sur glace D2
Pour les articles homonymes, voir 2. Bundesliga.
La DEL2 (autrefois appelée Oberliga, 1. Liga et 2. Bundesliga) est le deuxième niveau de hockey sur glace d'Allemagne, après la DEL.

## Équipes engagées
Voici la liste des équipes engagées pour la saison 2023-2024 :
- EC Bad Nauheim
- Bietigheim Steelers
- Eispiraten Crimmitschau
- Dresdner Eislöwen
- EHC Freiburg
- Kassel Huskies
- ESV Kaufbeuren
- Krefeld Pinguine
- EV Landshut
- EV Ravensbourg
- Eisbären Regensburg
- Starbulls Rosenheim
- Selber Wölfe
- Lausitzer Füchse

## Formule
Lors de la saison régulière chaque équipe se rencontrent quatre fois (double aller-retour) soit 52 matchs. Les 6 premières équipes sont qualifiés pour les quarts de finale. Les équipes classées 7 à 10 se rencontrent dans un premier tour au meilleur des trois matchs pour déterminer les deux derniers qualifiés. Les quarts de finale se jouent au meilleur des 7 matchs alors les demi-finales et la finale se jouent au meilleur des 5 matchs. Le champion est promu.
Les équipes classées 11 à 14 se rencontrent au meilleur des 7 matchs (11e contre 13e et 12e contre 14e). Les deux perdants sont relégués.